# FlyAnt
FlyAnt was een Spaanse luchtvrachtmaatschappij met thuisbasis in Palma de Mallorca.

## Geschiedenis
FlyAnt werd opgericht in 2006 door Futura International Airways als een dochtermaatschappij voor vrachtdiensten. In 2008 werden alle diensten stopgezet.

## Vloot
De vloot van FlyAnt bestond uit: (augustus 2007)
- 2 Boeing B737-400(F)